# Brzozów-Kolonia
Brzozów-Kolonia – kolonia w Polsce położona w województwie mazowieckim, w powiecie sokołowskim, w gminie Sokołów Podlaski. Ma status sołectwa.
| SIMC    | Nazwa    | Rodzaj  |
| ------- | -------- | ------- |
| 0688657 | Zapaśnia | kolonia |

W latach 1975–1998 miejscowość administracyjnie należała do województwa siedleckiego.
Wierni kościoła rzymskokatolickiego należą do parafii św. Jana Chrzciciela w Czerwonce Grochowskiej